# وود لیک (مینه‌سوتا)
وود لیک، مینه‌سوتا (به انگلیسی: Wood Lake, Minnesota) یک منطقهٔ مسکونی در ایالات متحده آمریکا است که در شهرستان یلو مدیسن، مینه‌سوتا واقع شده‌است.

## خصوصیات
وود لیک ۲٫۱۰ کیلومترمربع مساحت و ۴۳۹ نفر جمعیت دارد و ۳۲۱ متر بالاتر از سطح دریا واقع شده‌است.